# Luca Massaccesi
Luca Massaccesi (Fabriano, 27 febbraio 1965) è un taekwondoka italiano.

## Carriera
Muove i primi passi nel taekwondo nel centro sportivo di Fabriano del Maestro Gianni Berardi dove nel 1981 conquista a 16 anni la prima finale nel Campionato italiano cinture rosse e nere e li vince nel 1983.
Entra nel Gruppo Sportivo Fiamme Oro nel 1985 e vince i campionati italiani quindi:
Nel 1986 – è bronzo ai Campionati Italiani e arriva ai quarti di finale ai Campionati Mondiali Universitari in California a Berkley- università di San Francisco.
Nel 1987 – 2º camp. Italiani – 1° Coppa Italia – 1º Intern. Olanda – 1° Coppa del Mediterraneo
Nel 1988 – 1º class: camp. Italiani – 1º in coppa Italia – 1º Internaz. Italia – 
Nel 1989 – Atleta azzurro agli Internaz. In Iran – Egitto Coppa del Mondo – Corea Camp. del mondo. 1° Classif: Camp. italiano – 1 Coppa Italia- 1º Intern. Italia
1990 – Si laurea Campione Italiano Universitario e vince il Bronzo ai Campionati Mondiali Universitari di Spagna - Santander - battendo il Francese e poi il Coreano Americano Dong Lee. Perderà in semifinale con il Campione Olimpico.
Sempre nel 1990 raddoppia il risultato con un importantissimo Bronzo alla Coppa del Mondo Madrid (battendo Cina e Iran e pareggio in semifinale Con USA) che gli permetterà di qualificarsi alle Olimpiadi di Barcellona.
Nel 1991 è ancora Campione Italiano e vince anche la Coppa Italia  - 
Il 1992 è l'anno delle Olimpiadi. Luca Massaccesi in qualità di Capitano della Nazionale riesce a battere ai quarti di finale il forte atleta greco e si arrenderà solo in semifinale con il Campione Turco.
Nel 2014 è il Segretario Generale dell'Osservatorio Nazionale Bullismo e Doping, una Associazione di Promozione Sociale con cui gira organizza convegni nelle scuole di tutta Italia. Nel 2013/2014 oltre 50 convegni realizzati insieme ad altre 12 medaglie olimpiche di tutti gli sport come Roberto Cammarelle, Andrea Giocondi, Felice Mariani, Clemente Russo, Carlo Molfetta e tanti altri.
Nel 2014 ha pubblicato un e-book dal titolo The Champ: il rovescio della medaglia, la sua autobiografia attraverso la quale ha ripercorso le tappe fondamentali della sua carriera e l'evoluzione dell'uomo-atleta che gli ha permesso di raccogliere una medaglia olimpica.